# Пе (літера гебрайської абетки)
| Фінікійська | Звичайна та курсив | Звичайна та курсив | Звичайна та курсив | Звичайна та курсив | Звичайна та курсив | Звичайна та курсив |
| ----------- | ------------------ | ------------------ | ------------------ | ------------------ | ------------------ | ------------------ |
| Pe          | פ                  | פ                  |                    | ף                  | ף                  |                    |

Пе (івр. פֵּא) — сімнадцята літера 
гебрайської абетки.

## Вимова
На початку слова та в деяких інших випадках ця буква позначає звук [p], а у всіх інших випадках читається як [f].

## Unicode
|                   | Pe               | Schluss-Pe             |
| ----------------- | ---------------- | ---------------------- |
| Unicode Codepoint | U+05e4           | U+05e3                 |
| Unicode-Name      | HEBREW LETTER PE | HEBREW LETTER FINAL PE |
| HTML              | &#1508;          | &#1507;                |
| ISO 8859-8        | 0xf4             | 0xf3                   |